# Südtirol Dolomiti Superbike

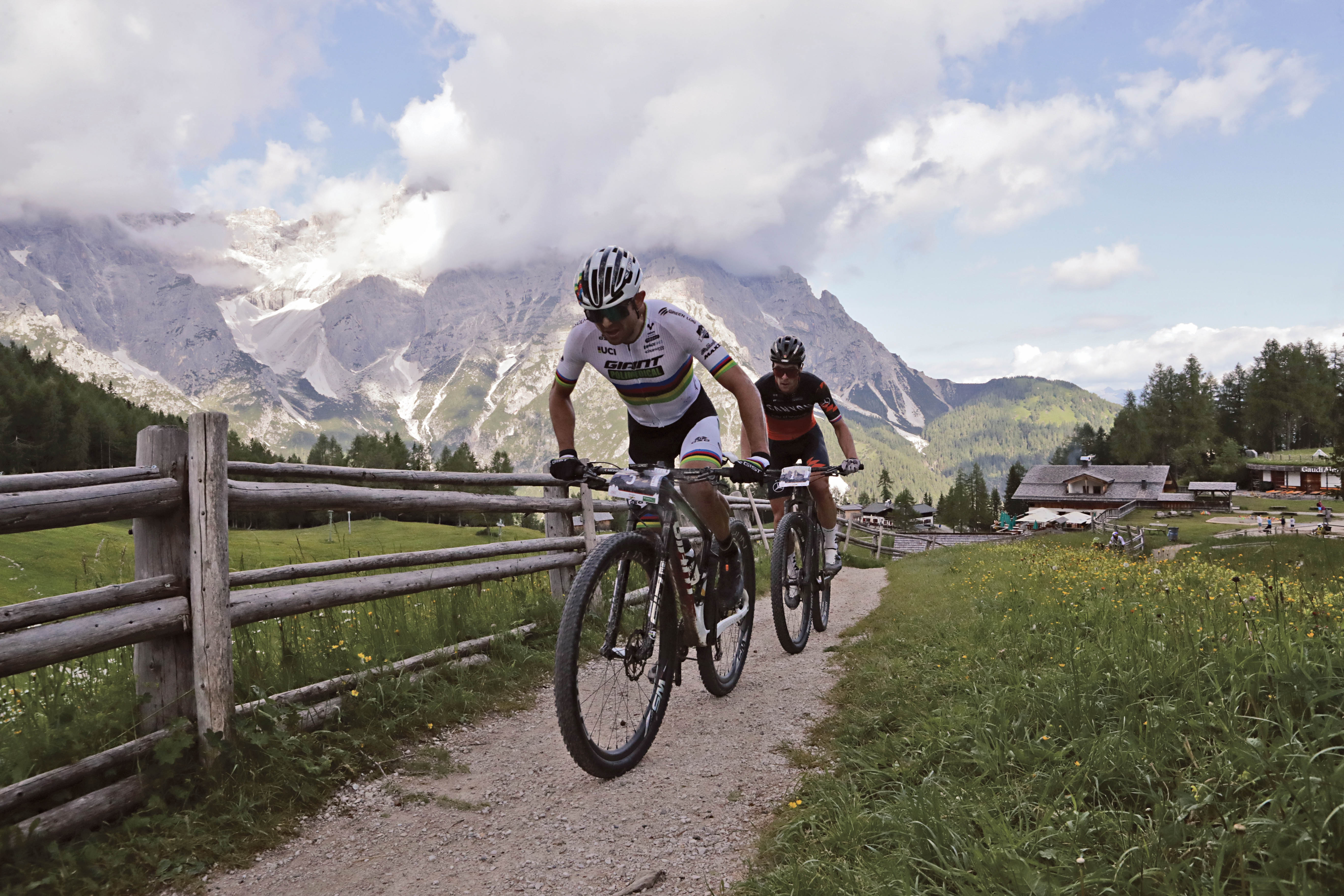
Leonardo Hector Paez Leon, vincitore dell'edizione del 2021, seguito da Martin Stosek, secondo classificato.

La Südtirol Dolomiti Superbike, conosciuta anche come Dolomiti Superbike, è una gara ciclisitca di Mountain Bike nata nel 1995. Si svolge la seconda domenica di luglio e prevede due percorso, uno marathon ed uno, più breve, granfondo, che vanno a toccare cinque comuni delle Dolomiti: Villabassa, Dobbiaco, Sesto Pusteria, Braies e San Candido. 

## Percorsi[2]
I percorsi, immersi nel Patrimonio Unesco delle Dolomiti, vedono un'alternanza annuale del senso di marcia, se un anno si percorre in senso orario, l'anno dopo si percorrerà in senso antiorario. 

### Percorso corto[3]
Si parte dalla piazza principale di Villabassa, dove è allestita anche l'area Expo. Si prosegue lungo la strada asfaltata in direzione del comune di Braies. Da qui si imbocca e si segue la strada forestale che porta alla salita di Prato Piazza, punto più alto della gara. Successivamente si scende a valle, fino a Carbonin e al Lago di Dobbiaco per poi procedere in direzione di Valle San Silvestro, dopo una lunga discesa si tornerà a Villabassa, dove è allestito l'arrivo. La lunghezza totale è di 60 km, il dislivello è di 1570 m sul livello del mare. 

### Percorso medio[4]
L'ultimo arrivato in casa Dolomiti Superbike è il percorso di 85 km e 2360m di dislivello che si aggiunge ai tradizionali itinerari di 123 e 60 km. L’inedito tracciato di 85 km condivide i primi 40 km, da Villabassa a San Candido, con il percorso lungo di 123 km per poi proseguire verso la salita al Rifugio Baranci e il GPM a 2000m di Prato Piazza.

### Percorso lungo[5]
Anche in questo caso la partenza è dalla piazza principale di Villabassa e il percorso è uguale a quello dei partecipanti al percorso corto, fino a Dobbiaco. Lì si prosegue verso San Candido e si sale verso il Monte Baranci, scendendo verso Sesto. Per poi affrontare la salita che porta alla Croda Rossa e a Passo Monte Croce. Il percorso riconduce a San Candido e passando per Versciaco ritorna a Villabassa. La lunghezza totale è di 123 km, il dislivello è di 400 m sul livello del mare.

## Concorrenti
Ogni anno la Südtirol Dolomiti Superbike attira concorrenti da tutto il mondo. Nel 2021 gli iscritti erano circa 3000. I concorrenti che hanno svolto tutte le edizioni della gara, anche alternando il percorso corto a quello lungo, sono chiamati "Senatori". Thomas Widmann, assessore alla sanità della Provincia di Bolzano, è uno di questi.

## Albo d'oro[7]
| Ed.                              | Anno | km       | Vincitore                 | Nazionalità           |
| -------------------------------- | ---- | -------- | ------------------------- | --------------------- |
| 27                               | 2022 | 123 km   | Hector Leonardo Paez Leon | Colombia (bandiera)   |
| 27                               | 2022 | 85 km    | Francesco Failli          | Italia (bandiera)     |
| 27                               | 2022 | 60 km    | Philipp Plunger           | Italia (bandiera)     |
| 26                               | 2021 | 123 km   | Hector Leonardo Paez Leon | Colombia (bandiera)   |
| 26                               | 2021 | 60 km    | Nicola Taffarel           | Italia (bandiera)     |
| 2020 - non disputata causa Covid |      |          |                           |                       |
| 25                               | 2019 | 113 km   | Martin Stosek             | Rep. Ceca (bandiera)  |
| 25                               | 2019 | 60 km    | Stefano Valdrighi         | Italia (bandiera)     |
| 24                               | 2018 | 119 km   | Samuele Porro             | Italia (bandiera)     |
| 24                               | 2018 | 60 km    | Marco Rebagliati          | Italia (bandiera)     |
| 23                               | 2017 | 113 km   | Juri Ragnoli              | Italia (bandiera)     |
| 23                               | 2017 | 60 km    | Pietro Sarai              | Italia (bandiera)     |
| 22                               | 2016 | 119 km   | Hector Leonardo Paez Leon | Colombia (bandiera)   |
| 22                               | 2016 | 60 km    | Hannes Pallhuber          | Italia (bandiera)     |
| 21                               | 2015 | 113km    | Tiago Ferreira            | Portogallo (bandiera) |
| 21                               | 2015 | 60km     | Fabian Rabensteiner       | Italia (bandiera)     |
| 20                               | 2014 | 119 km   | Ilias Periklis            | Grecia (bandiera)     |
| 20                               | 2014 | 60 km    | Johann Pallhuber          | Italia (bandiera)     |
| 19                               | 2013 | 113 km   | Christian Hynek           | Rep. Ceca (bandiera)  |
| 19                               | 2013 | 60 Km    | Michele Casagrande        | Italia (bandiera)     |
| 18                               | 2012 | 120 km   | Alban Lakata              | Austria (bandiera)    |
| 18                               | 2012 | 57 km    | Jaime Yesid Chia Amaya    | Colombia (bandiera)   |
| 17                               | 2011 | 113 km   | Urs Huber                 | Svizzera (bandiera)   |
| 16                               | 2010 | 119 km   | Urs Huber                 | Svizzera (bandiera)   |
| 16                               | 2010 | 56 km    | Klaus Fontana             | Italia (bandiera)     |
| 15                               | 2009 | 115 km   | Massimo De Bertolis       | Italia (bandiera)     |
| 15                               | 2009 | 60,5 km  | Andreas Laner             | Italia (bandiera)     |
| UCI World Championships          | 2008 | 119,9 km | Roel Paulissen            | Belgio (bandiera)     |
| 14                               | 2008 | 119,9 km | Urs Huber                 | Svizzera (bandiera)   |
| 14                               | 2008 | 56,9 km  | Günther Huber             | Italia (bandiera)     |
| UCI World Cup Marathon           | 2007 | 119,8 km | Massimo De Bertolis       | Italia (bandiera)     |
| 13                               | 2007 | 119,8 km | Klaus Fontana             | Italia (bandiera)     |
| 13                               | 2007 | 60,5 km  | Stefan Unterthurner       | Italia (bandiera)     |
| 13                               | 2007 | 60,5 km  | Riccardo Milesi           | Italia (bandiera)     |
| UCI World Cup Marathon           | 2006 | 119,9 km | Hector Leonardo Paez Leon | Colombia (bandiera)   |
| 12                               | 2006 | 119,9 km | Manfred Steiner           | Germania (bandiera)   |
| 12                               | 2006 | 56,9 km  | Helmut Tettwer            | Germania (bandiera)   |
| 11                               | 2005 | 111 km   | Marzio Deho               | Italia (bandiera)     |
| 11                               | 2005 | 59 km    | Roel Paulissen            | Italia (bandiera)     |
| 11                               | 2005 | 28 km    | Davide Carton             | Italia (bandiera)     |
| 10                               | 2004 | 28 km    | Reinhold Beikircher       | Italia (bandiera)     |
| 9                                | 2003 | 111 km   | Thomas Dietsch            | Francia (bandiera)    |
| 9                                | 2003 | 59 km    | Massimo De Bertolis       | Italia (bandiera)     |
| 9                                | 2003 | 28 km    | Luca Broll                | Italia (bandiera)     |
| 8                                | 2002 | 111 km   | Mauro Bettin              | Italia (bandiera)     |
| 8                                | 2002 | 59 km    | Massimo De Bertolis       | Italia (bandiera)     |
| 8                                | 2002 | 28 km    | Thomas Paccagnella        | Italia (bandiera)     |
| 7                                | 2001 | 111 km   | Mauro Bettin              | Italia (bandiera)     |
| 7                                | 2001 | 59 km    | Massimo De Bertolis       | Italia (bandiera)     |
| 6                                | 2000 | 111 km   | Mauro Bettin              | Italia (bandiera)     |
| 6                                | 2000 | 59 km    | Hubert Pallhuber          | Italia (bandiera)     |
| 5                                | 1999 | 111 km   | Yader Zoli                | Italia (bandiera)     |
| 5                                | 1999 | 59 km    | Pavel Tcherkassov         | Russia (bandiera)     |
| 4                                | 1998 | 111 km   | Mirko Bruschi             | Italia (bandiera)     |
| 4                                | 1998 | 59 km    | Roland Stauder            | Italia (bandiera)     |
| 3                                | 1997 | 110 km   | Daniele Bruschi           | Italia (bandiera)     |
| 3                                | 1997 | 59 km    | Marco Loguercio           | Italia (bandiera)     |
| 2                                | 1996 | 110 km   | Jörg Arenz                | Germania (bandiera)   |
| 2                                | 1996 | 59 km    | Martino Fruet             | Italia (bandiera)     |
| 1                                | 1995 | 105 km   | Ekkehart Dörschlag        | Austria (bandiera)    |
| 1                                | 1995 | 59 km    | Markus Rainer             | Italia (bandiera)     |

| Ed.                              | Anno | km       | Vincitrice                  | Nazionalità            |
| -------------------------------- | ---- | -------- | --------------------------- | ---------------------- |
| 27                               | 2022 | 123 km   | Sara Mazzorana              | Italia (bandiera)      |
| 27                               | 2022 | 85 km    | Claudia Peretti             | Italia (bandiera)      |
| 27                               | 2022 | 60 km    | Anna Urban                  | Polonia (bandiera)     |
| 26                               | 2021 | 123 km   | Ariane Lüthi                | Svizzera (bandiera)    |
| 26                               | 2021 | 60 km    | Anna Oberparleiter          | Italia (bandiera)      |
| 2020 - non disputata causa Covid |      |          |                             |                        |
| 25                               | 2019 | 113 km   | Mara Fumagalli              | Italia (bandiera)      |
| 25                               | 2019 | 60 km    | Chiara Burato               | Italia (bandiera)      |
| 24                               | 2018 | 119 km   | Christina Kollmann-Forstner | Austria (bandiera)     |
| 24                               | 2018 | 60 km    | Anna Oberparleiter          | Italia (bandiera)      |
| 23                               | 2017 | 113 km   | Katazina Sosna              | Lituania (bandiera)    |
| 23                               | 2017 | 60 km    | Nina Gulino                 | Italia (bandiera)      |
| 22                               | 2016 | 119 km   | Sally Bigham                | Regno Unito (bandiera) |
| 22                               | 2016 | 60 km    | Serena Calvetti             | Italia (bandiera)      |
| 21                               | 2015 | 113km    | Christina Kollmann-Forstner | Austria (bandiera)     |
| 21                               | 2015 | 60km     | Agnes Tschurtschenthaler    | Italia (bandiera)      |
| 20                               | 2014 | 119 km   | Sally Bigham                | Italia (bandiera)      |
| 20                               | 2014 | 60 km    | Krystyna Konvisarova        | Ucraina (bandiera)     |
| 19                               | 2013 | 113 km   | Sally Bigham                | Regno Unito (bandiera) |
| 19                               | 2013 | 60 Km    | Serena Calvetti             | Italia (bandiera)      |
| 18                               | 2012 | 120 km   | Sally Bigham                | Regno Unito (bandiera) |
| 18                               | 2012 | 57 km    | Barbara Kaltenhauser        | Germania (bandiera)    |
| 17                               | 2011 | 113 km   | Birgit Söllner              | Germania (bandiera)    |
| 16                               | 2010 | 119 km   | Erika Dicht                 | Svizzera (bandiera)    |
| 16                               | 2010 | 56 km    | Theresia Kellermayr         | Austria (bandiera)     |
| 15                               | 2009 | 115 km   | Kathrin Schwing             | Germania (bandiera)    |
| 15                               | 2009 | 60,5 km  | Daniela Veronesi            | San Marino (bandiera)  |
| UCI World Championships          | 2008 | 119,9 km | Gunn-Rita Dahle Flesjaa     | Norvegia (bandiera)    |
| 14                               | 2008 | 119,9 km | Elena Giacomuzzi            | Italia (bandiera)      |
| 14                               | 2008 | 56,9 km  | Evelyn Staffler             | Italia (bandiera)      |
| UCI World Cup Marathon           | 2007 | 119,8 km | Esther Süss                 | Svizzera (bandiera)    |
| 13                               | 2007 | 119,8 km | Anna Ferrari                | Italia (bandiera)      |
| 13                               | 2007 | 60,5 km  | Anita Steiner               | Svizzera (bandiera)    |
| UCI World Cup Marathon           | 2006 | 119,9 km | Esther Süss                 | Svizzera (bandiera)    |
| 12                               | 2006 | 119,9 km | Kerstin Brachtendorf        | Germania (bandiera)    |
| 12                               | 2006 | 56,9 km  | Monika Schuler              | Italia (bandiera)      |
| 11                               | 2005 | 111 km   | Pia Sundstedt               | Finlandia (bandiera)   |
| 11                               | 2005 | 59 km    | Marika Covre                | Italia (bandiera)      |
| 11                               | 2005 | 28 km    | Eva Lechner                 | Italia (bandiera)      |
| 10                               | 2004 | 28 km    | Eva Lechner                 | Italia (bandiera)      |
| 9                                | 2003 | 111 km   | Andrea Huser                | Svizzera (bandiera)    |
| 9                                | 2003 | 59 km    | Monica Brunati              | Italia (bandiera)      |
| 9                                | 2003 | 28 km    | Barbara Felderer            | Italia (bandiera)      |
| 8                                | 2002 | 111 km   | Anita Steiner               | Svizzera (bandiera)    |
| 8                                | 2002 | 59 km    | Maria Canins                | Italia (bandiera)      |
| 8                                | 2002 | 28 km    | Monika Schuler              | Italia (bandiera)      |
| 7                                | 2001 | 111 km   | Sandra Klose                | Germania (bandiera)    |
| 7                                | 2001 | 59 km    | Camilla Bertossi            | Italia (bandiera)      |
| 6                                | 2000 | 111 km   | Alexandra Hober             | Italia (bandiera)      |
| 6                                | 2000 | 59 km    | Paola Pezzo                 | Italia (bandiera)      |
| 5                                | 1999 | 111 km   | Hildegard Embacher          | Italia (bandiera)      |
| 5                                | 1999 | 59 km    | Camilla Bertossi            | Italia (bandiera)      |
| 4                                | 1998 | 111 km   | Erika Beer                  | Svizzera (bandiera)    |
| 4                                | 1998 | 59 km    | Annarita Goldin             | Italia (bandiera)      |
| 3                                | 1997 | 110 km   | Susi Dahlmeier              | Germania (bandiera)    |
| 3                                | 1997 | 59 km    | Nathalie Santer             | Italia (bandiera)      |
| 2                                | 1996 | 110 km   | Maria Canins                | Italia (bandiera)      |
| 2                                | 1996 | 59 km    | Saskia Santer               | Italia (bandiera)      |
| 1                                | 1995 | 105 km   | Maria Canins                | Italia (bandiera)      |
| 1                                | 1995 | 59 km    | Nathalie Santer             | Italia (bandiera)      |